# Тевяшов, Павел Иванович
Па́вел Ива́нович Тевяшов (1789, Воронеж — 15 [27] августа 1856, Колыбелка, Воронежская губерния) — острогожский помещик из рода Тевяшовых, отличившийся во время Отечественной войны 1812 года.

## Биография
Родился в 1789 году в Воронеже, в дворянской семье известного рода Тевяшёвых — внук острогожского полковника С. И. Тевяшова, племянник В. С. Тевяшова, дядя генерала Н. Н. Тевяшёва.
В службу вступил в 1807 году при образовании Воронежской милиции, 15 ноября того же года был произведён в коллежские регистраторы; 21 декабря 1810 года переименован в прапорщики и переведён в 38-й егерский полк, где 21 ноября 1811 года был назначен батальонным адъютантом. Участвовал в завершающих сражениях Русско-турецкой войны, в частности, в под Рущуком.
Во время Отечественной войны 1812 года Тевяшев находился в рядах 3-й армии Тормасова и 15 июля 1812 года сражался под Кобрином, где был уничтожен отряд Клингеля; 1 августа участвовал в стычках с неприятельской кавалерией во время нахождения 38-го егерского полка в арьергарде, 4 августа — при месте Диване, 29 сентября — при селе Тюхичанин, 2 октября — при селе Сычеве и Грабовцах, 31 октября — при поражении французского отряда и занятии местечка Сверженя,3 ноября — при Кейданах, 9 ноября — при взятии штурмом укрепления при Борисове, 14 и 16 ноября — при переправе остатков французской армии через Березину у деревень Брилевой и Стаховой; 21 ноября участвовал в стычке при Молодечне и 29 ноября — при взятии Вильны.
Во время заграничного похода с 7 февраля по 4 апреля 1813 года он находился при блокаде крепости Торна и взятии её штурмом, 7 и 9 мая в сражениях при Келегсе, Вертеле и Бауцене, 7 августа при Левенберге; 13 августа 1813 года за отличие в сражении при Гольберге, где он был ранен пулей на вылет в правую ногу выше колена, был произведён в подпоручики и 21 декабря того же года назначен полковым адъютантом; 18 декабря 1816 года произведён в поручики.
С 22 марта 1817 года служил в Ахтырском гусарском полку, из которого уволился в отставку 14 марта 1819 года с производством в штабс-капитаны.
Выйдя в отставку, занимался сельским хозяйством. В 1834—1836 состоял павловским уездным предводителем дворянства. Скончался 15 (27) августа 1856 года в своём имении Колыбелка (Острогожского уезда).